# Guerra del Francès
La Guerra del Francès (també coneguda com a Campanya d'Espanya, Guerra de la Independència Espanyola, o Guerra Peninsular) fou un conflicte bèl·lic entre Espanya i el Primer Imperi Francès que s'inicià el 1808 amb l'entrada de les tropes napoleòniques, i que conclogué el 1814, amb el retorn de Ferran VII d'Espanya al poder. Fou provocat per la pretensió de Napoleó d'instal·lar el seu germà Josep Bonaparte en el tron espanyol després de les abdicacions de Baiona. Forma part de les Guerres Napoleòniques, una sèrie de guerres iniciada el 1807 en declarar-li França i Espanya la guerra a Portugal, tradicional aliat del Regne Unit. També va tenir un important component de guerra civil a nivell espanyol entre afrancesats i patriotes. El conflicte es va desenvolupar en plena crisi de l'Antic Règim i sobre un complex rerefons de profunds canvis socials i polítics impulsats per l'aparició de la identitat nacional espanyola i la influència en el camp dels «patriotes» d'alguns dels ideals nascuts de la Il·lustració i la Revolució francesa, paradoxalment difosos per l'elit dels afrancesats.
En l'anàlisi dels fets militars, no es pot parlar d'un enfrontament entre els exèrcits francès i espanyol, sinó que existeix una important presència de la guerra de guerrilles, en una dimensió desconeguda fins al moment.
Segons el Tractat de Fontainebleau (27 d'octubre de 1807), el primer Ministre Manuel Godoy preveia, de cara a una nova invasió hispanofrancesa de Portugal, el suport logístic necessari al trànsit de les tropes imperials. Sota el comandament del general Jean-Andoche Junot, les tropes franceses van entrar a Espanya el 18 d'octubre de 1807, creuant el seu territori a tota marxa abans de l'hivern, i van arribar a la frontera amb Portugal, el 20 de novembre. No obstant això, els plans de Napoleó anaven més enllà, i les seues tropes van anar prenent posicions en importants ciutats i places fortes a fi d'enderrocar la Casa de Borbó i suplantar-la per la seua pròpia dinastia, convençut de comptar amb el suport popular.
El ressentiment de la població per les exigències de manutenció de les tropes estrangeres, que va donar lloc a nombrosos incidents i episodis de violència, juntament amb la forta inestabilitat política sorgida per la querella entre Carles IV d'Espanya i el seu fill i hereu Ferran VII, orquestrada pels francesos, que es va iniciar amb el Procés de l'Escorial i va culminar amb el Motí d'Aranjuez i l'ascens al poder de Ferran VII, va precipitar els esdeveniments que van desembocar en els primers aixecaments al nord d'Espanya i l'Aixecament del 2 de maig de 1808 a Madrid. La difusió de les notícies de la brutal repressió, immortalitzada en les obres de Francisco de Goya, i de les abdicacions de Baiona del 5 i 9 de maig, que van estendre per la geografia espanyola la crida, iniciada a Móstoles, a enfrontar-se amb les tropes imperials, van decidir la guerra per la via de la pressió popular malgrat l'actitud contrària de la Junta de Govern designada per Ferran VII.
La guerra es va desenvolupar en diverses fases en les quals tots dos bàndols van prendre successivament la iniciativa, i es va destacar per l'aparició del fenomen guerriller que, juntament amb els exèrcits regulars aliats dirigits per Arthur Wellesley, duc de Wellington, van provocar el desgast progressiu de les forces bonapartistes. La població civil, que va patir els efectes d'una guerra total, en la qual tant els francesos com els aliats van abusar de la població i dels objectius civils, saquejant i devastant a gran escala i devastant, per exemple, la indústria espanyola, considerada una amenaça per als seus respectius interessos. Com el desmantellament de les fàbriques de tèxtils de Segòvia i Àvila, o la destrucció de la ciutat de Sant Sebastià. Els primers èxits de les forces espanyoles a la primavera i a l'estiu de 1808, amb la batalla del Bruc, la resistència de Saragossa i València i, en particular, la sonada victòria de Bailén, van provocar l'evacuació de Portugal i la retirada francesa al nord de l'Ebre, seguida a la tardor de 1808 per l'entrada de la Gran Armée, encapçalada pel mateix Napoleó, que va culminar el màxim desplegament francès fins a mitjan 1812. La retirada d'efectius amb destinació a la campanya de Rússia va ser aprofitada pels aliats per reprendre la iniciativa a partir de la seva victòria en la Batalla dels Arapiles (22 de juliol de 1812) i, contrarestant l'ofensiva francesa, avançar al llarg de 1813 fins als Pirineus, derrotant els francesos en les batalles de Vitòria (21 de juny) i Sant Marcial (31 d'agost). El Tractat de Valençay (11 de desembre de 1813) va restaurar a Ferran VII i deixava a Espanya lliure de la presència estrangera, però no va evitar la invasió del territori francès, sent la batalla de Tolosa de Llenguadoc (10 d'abril de 1814), l'últim enfrontament de la guerra. Referint-se a la guerra d'independència espanyola, Napoleó I, en el seu exili, va declarar:
| « | Aquesta maleïda Guerra d'Espanya va ser la causa primera de totes les desgràcies de França. Totes les circumstàncies dels meus desastres es relacionen amb aquest nus fatal: va destruir la meva autoritat moral a Europa, va complicar les meves dificultats, va obrir una escola als soldats anglesos... aquesta maleïda guerra m'ha perdut. | » |
| — Fraser, Ronald: La maleïda guerra d'Espanya. Història social de la guerra de la Independència, 1808–1814. | |   |

En el terreny socioeconòmic, la guerra va costar a Espanya una pèrdua neta de població d'entre 215.000 i 375.000 habitants, que no va poder compensar-se malgrat els elevats índexs de natalitat propis de l'època, per causa directa de la violència i les fams de 1812, i que es va afegir a la crisi arrossegada des de les epidèmies de malalties i la fam de 1808, resultant en un balanç de descens demogràfic de 560.000 a 885.000 persones, del 6 al 10% de la població ponderada a partir del cens de 1787, que va afectar especialment a Catalunya, Extremadura i Andalusia. A l'alteració social i la destrucció d'infraestructures, indústria i agricultura es va sumar la fallida de l'Estat i la pèrdua d'una part important del patrimoni cultural.
A la devastació humana i material es va sumar la feblesa internacional d'Espanya, privada del seu poder naval i exclosa dels grans temes tractats en el Congrés de Viena, on es va dibuixar el posterior panorama geopolític d'Europa. A l'altre costat de l'Atlàntic, l'Amèrica espanyola obtindria la seva independència després de la Guerra d'Independència Hispanoamericana. En el pla polític intern, el conflicte va forjar la identitat nacional espanyola i va obrir les portes al constitucionalisme, concretat en les primeres constitucions de l'estat espanyol, l'Estatut bonapartista de Baiona i la Constitució de Cadis. No obstant això, també va donar inici a una era de guerres civils entre els partidaris de l'absolutisme i els del liberalisme, anomenades Guerres Carlines, que s'estendrien a tot el segle xix i que marcarien l'esdevenir d'Espanya.

## Antecedents: política exterior i crisi de la monarquia espanyola (1800–1808)

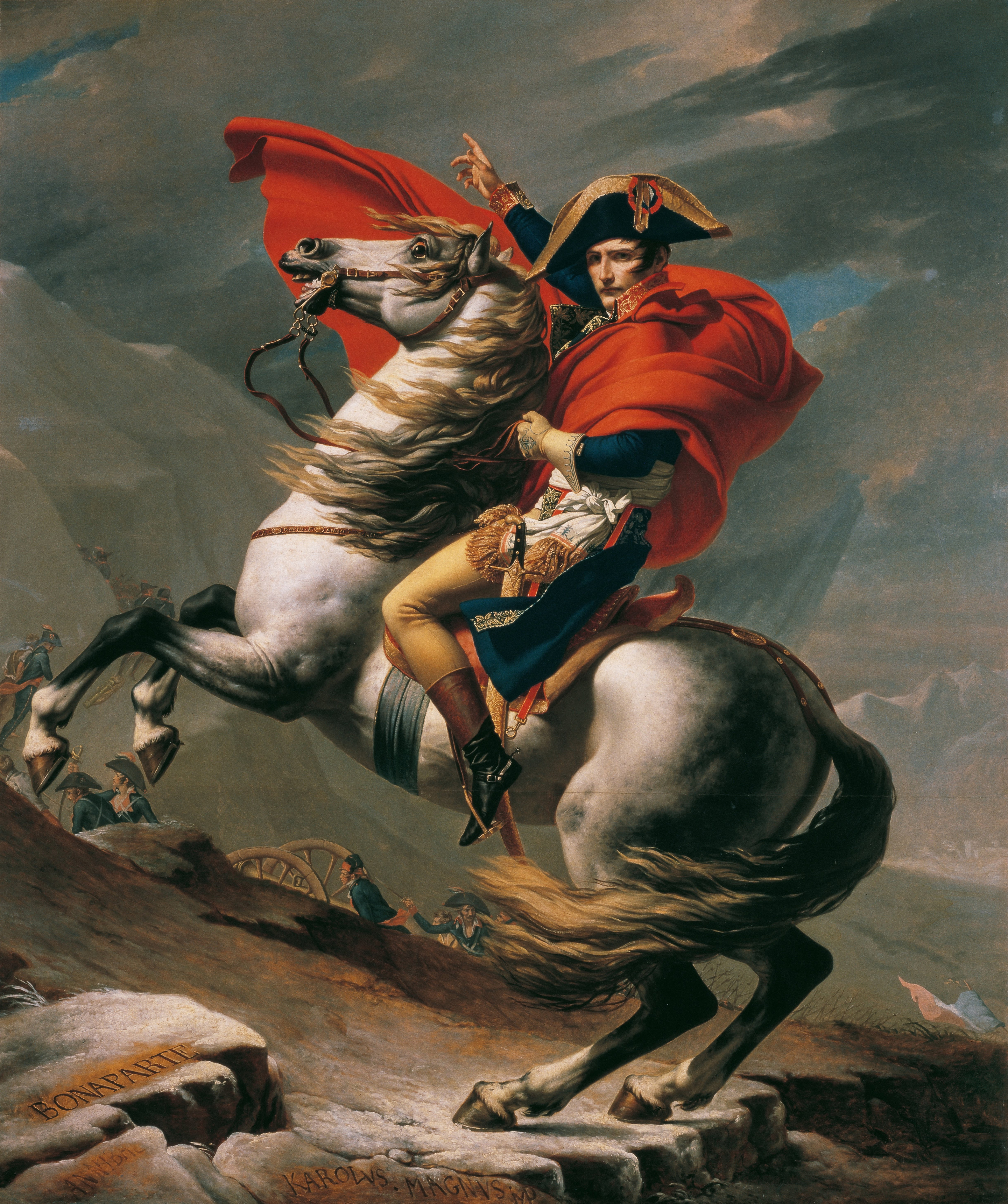
Napoleó creuant els Alps (1801), de Jacques-Louis David, al Museu nacional de Château de Malmaison.

El 1806 a Berlín, Napoleó va declarar el Bloqueig Continental, prohibint als britànics les importacions de l'Europa continental, romanent dos països neutrals, Suècia i el Regne de Portugal. Després de la signatura del Tractat de Tilsit el 1807 amb Alexandre I de Rússia, Napoleó va decidir atacar els ports portuguesos.
El 27 d'octubre, el Regne d'Espanya i el Primer Imperi Francès van signar el Tractat de Fontainebleau, pel qual es repartiria Portugal en tres regnes: el nou Regne de la Lusitania nord, L'Algarve (incloent-hi l'Alentejo), i la resta com el Regne de Portugal. El novembre, després del rebuig del Príncep Joan a participar en el Bloqueig Continental, Napoleó va enviar l'exèrcit de Jean-Andoche Junot per envair Portugal, mentre el general Pierre Dupont de l'Étang anava en direcció a Cadis i el mariscal Nicolas Jean de Dieu Soult cap a La Corunya.
L'exèrcit portuguès estava posicionat per defensar els ports marítims contra una invasió anglesa, i d'aquesta manera, Lisboa va caure l'1 de desembre, i el 29 de desembre de 1807 la reina Maria I i el Príncep Joan, el regent, van fugir a Rio de Janeiro amb tota la cort i van establir-hi la nova capital.

### Aliança hispanofrancesa i guerres contra la Gran Bretanya
El Tractat de Sant Ildefons de 1796, signat entre la Convenció Nacional Francesa i Carles IV d'Espanya, representat pel favorit i primer Ministre Manuel Godoy, així com el Tractat d'Aranjuez de 1801 amb el Consolat de Napoleó Bonaparte, van restablir l'aliança tradicional que des de la proclamació de Felip V d'Espanya havia regit les relacions entre la corona espanyola i la de França, portant-les durant el segle xviii, en la disputa d'interessos econòmics i colonials, a una sèrie de successius enfrontaments armats amb l'Imperi Britànic.
Al maig de 1802, quan Napoleó va decidir forçar la neutralitat de Portugal que es resistia a trencar com a aliat de la corona britànica, l'exèrcit espanyol va intervenir a Portugal provocant l'efímera Guerra de les Taronges. Aquest conflicte va rebre aquest nom a causa de la branca de taronges que Godoy va enviar a la reina quan assetjava la ciutat d'Elvas, que va posar de manifest la falta de resolució de la cort espanyola. Des de 1803, Espanya va ajudar econòmicament i va posar a disposició la seva Armada per a la guerra naval contra els britànics, que culminaria a l'octubre de 1805 en la batalla de Trafalgar.
La gravetat de la derrota hispano-francesa de Trafalgar no va tenir les mateixes repercussions a Espanya i França. Napoleó, proclamat ja el 1804 Empereur des Français, va haver de renunciar, llavors, a la invasió immediata per via marítima de la Gran Bretanya, però va poder equilibrar la seva posició amb els triomfs militars successius a Austerlitz, també anomenada Batalla dels Tres Emperadors el 2 de desembre de 1805, i de Jena el 14 d'octubre de 1806, aconseguint acords de pau amb austríacs, russos i prussians. No obstant això, a Espanya, la destrucció de l'Armada va agreujar la crisi econòmica al no permetre les comunicacions amb les colònies americanes, mentre que augmentava el recel cap a la política d'aliança.

### El Bloqueig Continental

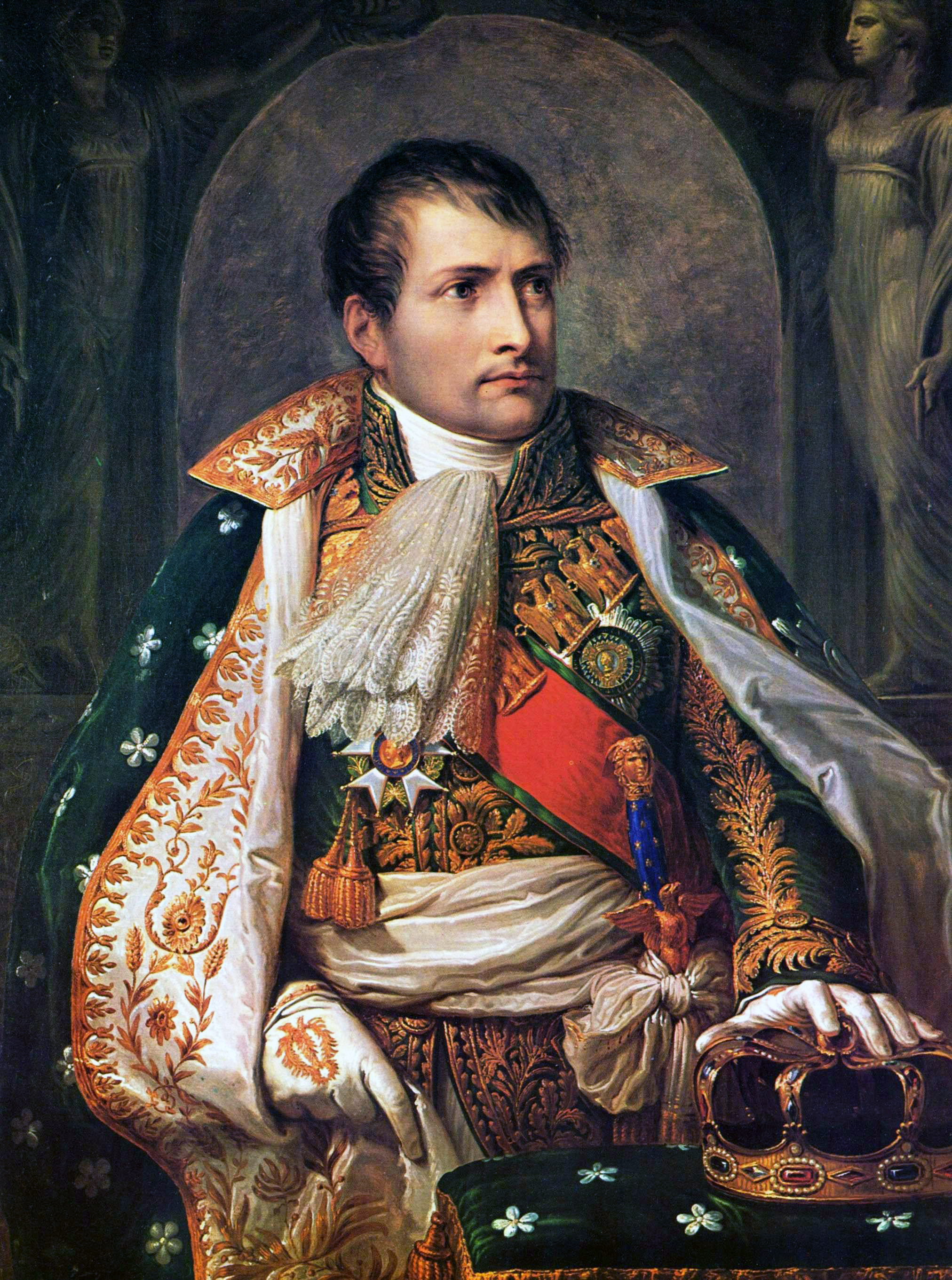
Napoleó Bonaparte per Andrea Appiani (1805).

El fracàs de les negociacions amb el govern britànic del primer ministre Lord Grenville va induir Napoleó a rellançar amb el Decret de Berlín del 21 de novembre de 1806 l'enfrontament directe amb els britànics mitjançant la pràctica de la guerra econòmica total del Bloqueig Continental, que ja es venia aplicant de facto després de l'augment de les taxes duaneres, el tancament dels ports del nord de França i de les desembocadures del Riu Elba i el Weser a la primavera de 1806.
La política del Bloqueig va orientar l'interès de Napoleó cap a la península Ibèrica i el Mediterrani occidental, incrementant la pressió sobre la cort de Portugal, a la qual se li va advertir perquè adoptés mesures per al tancament del comerç amb els britànics des dels seus ports, així com la confiscació dels béns i bloqueig dels residents al país. Davant la inacció portuguesa, a l'agost de 1807 Napoleó va encarregar a Jean-Andoche Junot l'organització en Baiona del Cos d'Observació de la Gironda amb una força d'uns 30.000 soldats, i reprenent la fórmula de 1801 per forçar a acceptar el Bloqueig als portuguesos, va reclamar el suport de la cort espanyola que, a aquest efecte, va enviar a través del comte de Camp Alange un ultimàtum al govern portuguès el 12 d'agost de 1807. A partir del 25 de setembre de 1807, els portuguesos van expulsar els navilis anglesos però, anteriorment notificats que el govern britànic no permetria cap acte hostil contra els seus ciutadans a Portugal, no es va realitzar cap acció en aquest sentit.
El 18 d'octubre de 1807, Junot travessa la frontera acompanyat de tres divisions espanyoles i pocs dies després, el 27 d'octubre, el representant de Godoy signa el tractat de Fontainebleau, en el qual s'estipula la invasió militar conjunta, la cessió a la corona dels nous regnes de Lusitània i Algarves, així com el repartiment de les colònies. El dia 30 Junot va entrar a Lisboa amb uns 1.500 homes esgotats de la marxa mentre el gruix de l'exèrcit va arribar els dies següents. No hi va haver resistència a la invasió però la família reial va refugiar-se a Brasil.

### Desprestigi polític de la Monarquia espanyola: successos de l'Escorial i Aranjuez
A la fi de 1807, Napoleó va decidir que la monarquia de Carles IV, aliada però independent, era ja de molt escassa utilitat i que seria molt més convenient per als seus designis la creació d'un Estat satèl·lit, situació a la qual s'arribaria per un cúmul de circumstàncies que resumeix l'historiador Jean Aymes:
| «                                                                        | ...l'expedició a Espanya deriva d'una sèrie de consideracions entre les quals es troben barrejades la feblesa militar de l'estat veí, la complaença dels sobirans espanyols, la pressió dels fabricants francesos, la necessitat de fer fora els anglesos de Portugal, l'enemistat de l'Emperador cap a la dinastia dels Borbó, els imperatius d'una estratègia política per al conjunt del Mediterrani i, per fi, per a rematada i per ocultar certs càlculs bruts, els designis de Déu o les exigències d'una filosofia ad hoc | » |
| — Aymes, Jean R. La Guerra de la Independència. Madrid: segle xxi, 1974. | |   |

La presència de tropes franceses a Espanya en virtut del tractat de Fontainebleau s'havia anat fent amenaçadora a mesura que anaven ocupant (sense cap suport del tractat) diverses localitats espanyoles, com Burgos, Salamanca, Pamplona, Sant Sebastià, Barcelona o Figueres. El total de soldats francesos acantonats a Espanya ascendia a uns 65.000, que controlaven no només les comunicacions amb Portugal, sinó també amb Madrid i la frontera francesa.
La presència d'aquestes tropes va acabar per alarmar a Godoy. Al març de 1808, tement-se el pitjor, la família reial es va retirar al Palau Reial d'Aranjuez per, en cas de necessitat, seguir camí cap al sud, cap a Sevilla i embarcar-se cap a Amèrica, com ja havia fet Joan VI de Portugal.
El 17 de març de 1808, després de córrer pels carrers d'Aranjuez el rumor del viatge dels reis, la multitud, dirigida per membres del partit de Ferran, nobles propers al Príncep d'Astúries, s'amuntega enfront del Palau Reial d'Aranjuez i assalta el palau de Godoy, cremant tots els seus estris. El dia 19, al matí, Godoy és amagat entre estores del seu palau i traslladat fins a la Caserna, enmig d'una pluja de cops. Davant d'aquesta situació i el temor d'un linxament, intervé el príncep Ferran, veritable amo de la situació, en el qual abdica el seu pare Carles IV al migdia d'aquest mateix dia, convertint-se en el nou rei Ferran VII.
Aprofitant els successos derivats del motí d'Aranjuez i el fet que tropes franceses al comandament de Murat havien ja ocupat el nord d'Espanya (emparant-se en el tractat de Fontainebleau), Napoleó va forçar la cessió de la corona espanyola al seu germà, Josep Bonaparte, com Josep I a les Abdicacions de Baiona.

## Desenvolupament de la guerra

### La invasió per sorpresa
Les primeres tropes franceses entren a Espanya per Catalunya el 10 de febrer de 1808, comandades pel general Guillaume Philibert Duhesme. Posteriorment entrarien les tropes de Joseph Chabran, que ocupen el Castell de Sant Ferran de Figueres, Honoré Charles Reille i Laurent Gouvion Saint-Cyr. El 13 de febrer de 1808, les tropes de Duhesme i Giuseppe Lechi entren a Barcelona, amb 5.427 homes i 1.830 cavalls. Teòricament havien de romandre tres dies a la ciutat, fent parada de camí a la seva destinació final, Cadis, però el 29 de febrer els francesos ocupaven per sorpresa la Ciutadella i el Castell de Montjuïc.
L'abril de 1808 Napoleó després d'aconseguir l'abdicació de Carles IV i Ferran VII a Baiona, va nomenar rei el seu germà Josep I Bonaparte.

### Aixecament contra els francesos

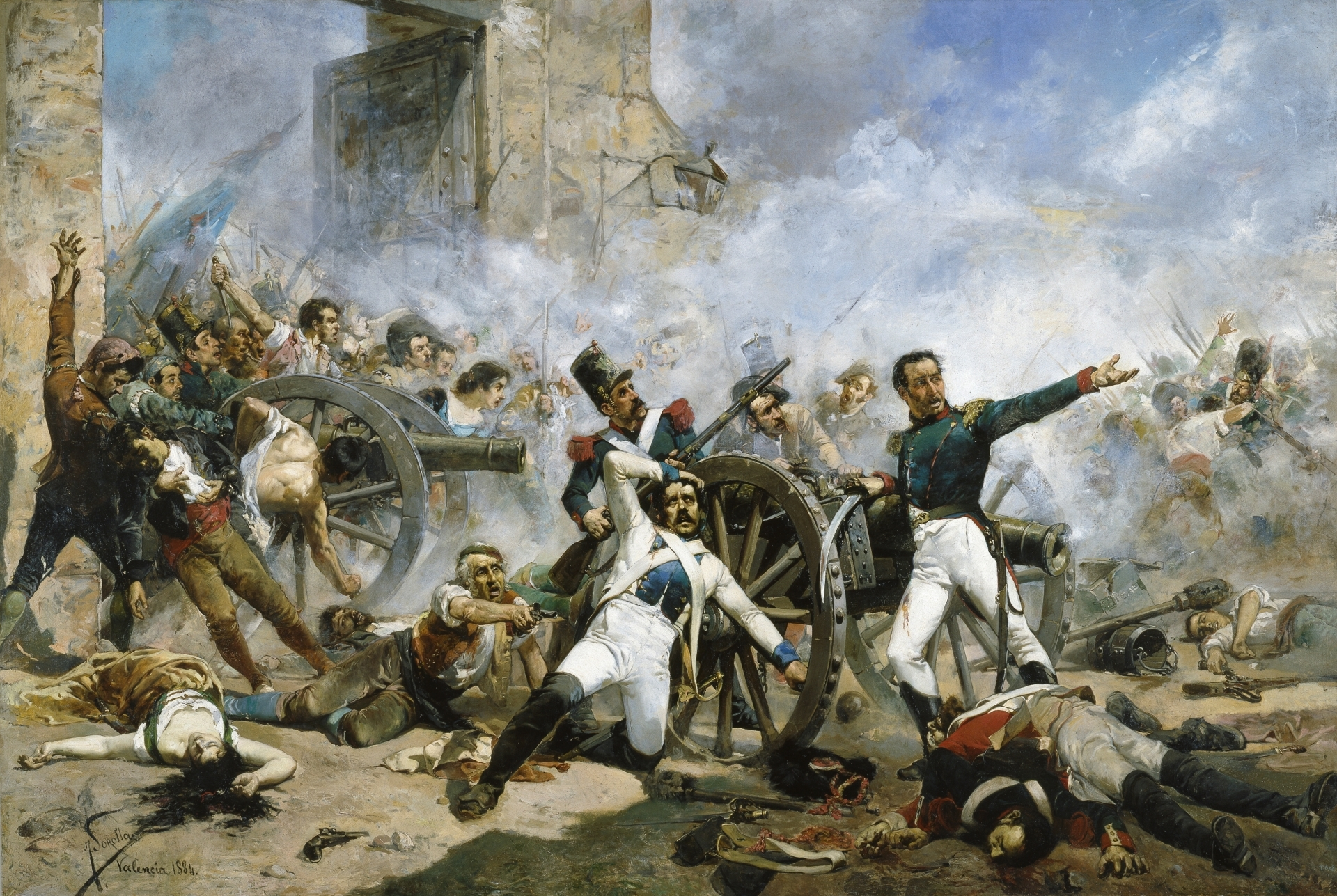
La defensa del parc de Monteleón durant l'Aixecament del 2 de maig a Madrid.

L'aixecament contra els francesos va partir de les classes populars i dels notables locals. Va començar com una sèrie de motins espontanis, però la seva reiteració i la seva ràpida expansió per tot Espanya permeten entreveure cert grau d'inducció o, si més no, de coordinació. És probable que el detonant fos la pressió de les tropes d'ocupació sobre la població civil, l'obligació de mantenir a un exèrcit depredador d'aliments i béns de consum bàsic, sobretot quan Espanya havia travessat recentment per un cicle de fams i males collites. Ja a l'abril va haver-hi revoltes en ciutats com Lleó o Burgos, si bé, després de l'aixecament de Madrid, el 2 de maig de 1808, les accions contra els ocupants es van propagar per tot Espanya. La difusió de les notícies sobre la repressió exercida per l'exèrcit invasor a Madrid i a altres localitats va encoratjar la insurrecció. Així mateix, la revolta va tenir certa continuïtat amb el Motí d'Aranjuez, que va derrocar a Godoy al març de 1808: els qui llavors havien combatut l'aliança contra Napoleó es van unir de nou contra l'exèrcit del Nord. Un sector majoritari de l'Església, que considerava en perill la religió i la tradició davant l'onada secularitzadora provinent de França, va viure l'aixecament com una croada. El baix clergat va ser un eficaç agent mobilitzador: la seva agitació i les seves proclames van resultar crucials per transformar una sèrie de revoltes aïllades en una escomesa general contra els francesos que es va estendre amb força en mitjans populars.
Amb gran part d'Espanya en rebel·lió oberta, Napoleó Bonaparte va establir el comandament a Baiona per reorganitzar les seves forces i corregir la situació, creient que un desplegament ràpid de les forces acovardiria els insurgents i consolidaria ràpidament el seu control d'Espanya, i va enviar una sèrie de columnes que volien escanyar a la rebel·lió prenent i pacificant les principals ciutats d'Espanya: Des de Madrid Jean Baptiste Bessières va dirigir-se a Castella la Vella amb 25.000 homes i va enviar un destacament a Aragó, amb l'objectiu de capturar Santander i Saragossa; Jeannot de Moncey va marxar cap a València amb 9.000 homes i Guillaume Philibert Duhesme amb 12.710 tropes cap a Catalunya, posant setge a Girona. Finalment, Pierre-Antoine Dupont conduiria 13.000 homes al sud cap a Sevilla i el port de Cadis, que resguardava la flota de François Rosilly de la Royal Navy. Joseph Chabran del Cos d'Observació dels Pirineus Orientals del general Duhesme amb 800 genets i quinze peces d'artilleria passant per Tarragona i s'havia d'establir a Tortosa, a la mateixa distància de València i Saragossa. Després del fracàs de l'assalt, Moncey va decidir abandonar l'expedició a València, i tornar cap a Madrid pel camí d'Almansa.

### Primers combats

Els afusellaments del tres de maig a Madrid, per Francisco de Goya y Lucientes, representa la repressió de l'exèrcit francès el 3 de maig a Madrid.

Arreu de Catalunya començaren enfrontaments locals: crema de paper segellat a Manresa, o la constitució de la Junta de Govern i Defensa a Lleida. El 6 i 14 de juny es donen els primers incidents bèl·lics importants a la batalla del Bruc, primeres victòries sobre els exèrcits napoleònics. Les tropes franceses són derrotades a la batalla de Bailèn el juliol i inicien el Bloqueig de Barcelona, que és respost per les forces de Laurent Gouvion Saint-Cyr que es trobaven a l'Empordà per prendre Girona, fracassant en dues ocasions, el juny i juliol. Els 9.000 presoners de Bailèn foren traslladats a l'illa de Cabrera, on restaren en pèssimes condicions.
Amb el suport financer de Nathan Mayer Rothschild, Arthur Wellesley fou nomenat cap de la força expedicionària a Portugal i va derrotar Jean-Andoche Junot a la batalla de Roliça i a la batalla de Vimeiro l'agost de 1808, i la resultant Convenció de Sintra acordada per Hew Whitefoord Dalrymple estipulava que l'exèrcit britànic transportaria el francès fora de Lisboa. La derrota francesa a la batalla de Bailén i les derrotes a Portugal, i la reorganització dels exèrcits espanyols que planejaven l'atac de Madrid, que consistien en l'exèrcit del general Joaquín Blake a la costa nord, l'exèrcit del general Francisco Javier Castaños al voltant de Tudela, l'exèrcit del general José Rebolledo de Palafox al voltant de Saragossa, i l'exèrcit d'Extremadura van forçar el rei Josep I Bonaparte a abandonar Madrid i retirar tot l'exèrcit més enllà de l'Ebre.
Napoleó va decidir resoldre directament els problemes militars de la Península Ibèrica, creuant la frontera el 4 de novembre amb 200.000 homes decidit a la reconquesta de Madrid, i la derrota de l'exercit anglès. Els espanyols van ser incapaços d'expulsar els francesos per la seva derrota a la batalla de Tudela el 23 de novembre i els francesos avançaren de nou sobre Madrid derrotant pocs dies després als espanyols en la batalla de Somosierra, entrant a la capital i publicant els decrets de Chamartín de 4 de desembre de 1808 que abolien les institucions de l'Antic Règim.
Soult rep ordres de l'emperador de perseguir i derrotar l'exèrcit anglès del general Moore, que ha de reembarcar durant la batalla de La Corunya. Saragossa quedà assetjada, Saint-Cyr derrotà les tropes de Joan Miquel de Vives i Feliu a la batalla de Llinars i entren a la capital de Catalunya el 17 de desembre de 1808.
L'any 1809, Soult envaeix de nou Portugal i pren Porto, però és aïllat per l'estratègia de contenció emprada pel general Francisco da Silveira. Més preocupat per mirar d'aconseguir el tron de Portugal no aten els consells dels seus oficials. Trobant-se aïllat és derrotat en la segona batalla de Porto per Arthur Wellesley de Wellington, iniciant una retirada, desastrosa, per les muntanyes perseguit per William Carr Beresford i Silveira, mentre Wellington avança cap a Madrid, derrotant de nou els francesos a la Batalla de Talavera el 1809, retirant-se de nou a Portugal mentre els francesos ocupaven la península fins al Guadiana.
Amb el front estabilitzat fins a la batalla de Valls, el 25 de febrer de 1809, la derrota espanyola permet que el 26 de febrer les tropes franceses entrin a Reus, i la mort de Teodoro Reding feu que Antonio Malet de Coupigny prengués el comandament de l'exèrcit espanyol a Catalunya interinament. Immediatament després, Girona, la defensa de la qual fou dirigida pel general Álvarez de Castro, assetjada per Saint-Cyr entre maig i desembre de 1809. El 10 de desembre Girona capitulava davant el nou cap de les tropes franceses, el mariscal Charles Pierre François Augereau, duc de Castiglione.

### La guerra s'estanca
Després de la sortida de Napoleó de la península el gener de 1809, els espanyols van llançar una sèrie de violents contraatacs, buscant de totes totes la batalla decisiva. Es van aconseguir algunes petites victòries en batalles campals però les derrotes van ser molt més nombroses fins a la catàstrofe definitiva a la batalla d'Ocaña i pocs dies després a la batalla d'Alba de Tormes que van deixar Espanya oberta a la dominació francesa.
Amb la derrota d'Àustria a la Cinquena Coalició i la signatura de la Pau de Schönbrunn, Napoleó pogué destinar més tropes a la guerra peninsular. L'abril de 1810, s'inicia el setge de Lleida, defensada pel general Juan Garcia Conde i amb el suport de les divisions del general O'Donnell. Aquell any, l'activitat guerrillera comença a prendre força importància i una nova invasió de Portugal fracassa a la batalla de Buçaco.

El Primer Imperi Francès en blau fosc, i els seus estats satèl·lits (1811).

El gener de 1811 es pren Tortosa. Cap a final de juny de 1811, cau Tarragona, després d'un setge terrible i que el marquès de Campoverde abandonés la ciutat amb l'excusa d'anar a cercar més tropes per defensar la ciutat, ordre que popularment es creu que mai es va donar, pel que assumeix el comandament el general Juan Senén de Contreras, que esperava l'arribada per mar dels reforços del Coronel britànic John Skerret, però en arribar aquest, per covardia, es va negar a intervenir en veure la situació de la plaça, i els francesos reconquereixen el 19 d'agost (diada de Sant Magí a Tarragona) el Castell de Sant Ferran, que el terç dels Miquelets havia pres l'11 d'abril. Per la fi de 1811 es pot considerar que Catalunya és totalment ocupada pels francesos. A l'inici de 1812, es procedeix a l'annexió de Catalunya dins l'imperi napoleònic, dividida administrativament en els departaments del Ter, de Montserrat, del Segre i de l'Ebre.

### El canvi de tendència
A mitjans de 1812 el decurs dels esdeveniments militars són desfavorables als francesos. A escala europea, Napoleó pateix fortes derrotes a Rússia, i Wellington al comandament de les tropes aliades (espanyoles, angleses i portugueses) comença a obtenir victòries a la península, concretament amb la victòria a la batalla de los Arapiles (Salamanca) que va marcar l'inici de la retirada francesa. Les Corts de Cadis van proclamar el 19 de març de 1812 la Constitució Espanyola de 1812, de caràcter liberal. El general Luis de Lacy és designat per la regència nou capità general de Catalunya, i les Corts reemplacen Lacy per Copons el febrer de 1813.

### La victòria aliada
Les derrotes de les tropes franceses van motivar que Josep I abandonés Madrid el març de 1813 iniciant la davallada del domini francès a la península. Després de la batalla de Vitòria, les forces aliades es van reagrupar i van ocupar Sant Sebastià i Pamplona. El desembre es va iniciar la invasió des de les bases del País Basc del Nord, i per a la seva defensa, Napoleó Bonaparte va enviar Nicolas Jean de Dieu Soult des del front alemany. En aquesta campanya Soult demostra el seu talent com a general, malgrat que fou vençut repetidament per les tropes comandades per Arthur Wellesley de Wellington. Les seves últimes ofensives a Espanya són rebutjades per Wellington en la batalla de Sorauren i pel general Manuel Alberto Freire Andrade Armijo a la batalla de San Marcial.
Amb la signatura del Tractat de Valençay, l'11 de desembre de 1813, la Corona espanyola tornava a Ferran VII, que el 7 de març de 1814 ja fou autoritzat a tornar a Espanya, i el seu retorn el va fer el dia 22 de març de 1814.
L'exèrcit de Soult és perseguit pels aliats dins de França, on lliura les batalles del riu Nivelle, Nive i Ortès, abans de batre's amb Wellington en una sagnant batalla final a Tolosa el 1814.
A Catalunya, les tropes de Louis-Gabriel Suchet, vingudes des de València, restarien fins al final del conflicte. Es mantindria a Barcelona i marxaria ordenadament cap a França instal·lant-se primer a Girona i després a la línia del riu Fluvià. El general Habert va mantenir el domini de Barcelona fins després de la caiguda de Napoleó. Finalment, el 28 de maig de 1814, Barcelona és deslliurada dels francesos. Catalunya és la zona de la península ocupada més temps, però sense estar-ho mai del tot. Les tropes franceses dominaven viles i ciutats, però no les zones rurals, cosa que fou un constant desgast per a les tropes napoleòniques.

### Retorn del rei
Al retorn de Ferran VII, un grup de diputats absolutistes li van presentar el Manifest dels Perses, en què li aconsellaven la restitució del sistema absolutista i la derogació de la Constitució elaborada a les Corts de Càdis el 1812.

## Aspectes de la guerra

### El fenomen de la guerra de «guerrilles» o lapetite guerre

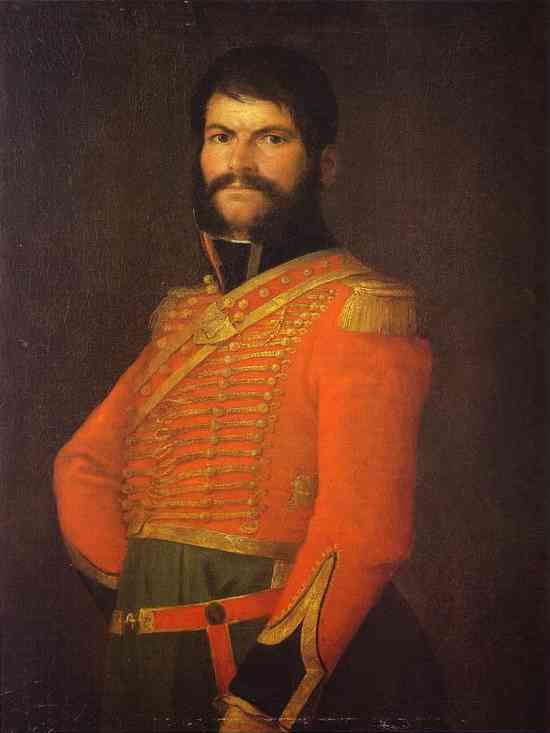
Juan Martín Díez, El Empecinado, retratat per Francisco de Goya (c. 1814-15. Oli sobre llenç, 84 x 65 cm. Col·lecció privada)

Sense un exèrcit digne d'aquest nom amb el qual combatre els francesos, els espanyols de les zones ocupades utilitzen com a mètode de lluita la guerra de guerrilles, com a única manera de desgastar i destorbar l'esforç de guerra francès. Es tracta del que avui es denomina guerra asimètrica, en la qual grups de poca gent, coneixedors del terreny que trepitgen, fustiguen amb ràpids cops de mà a les tropes enemigues, per dissoldre's immediatament i desaparèixer a les muntanyes.

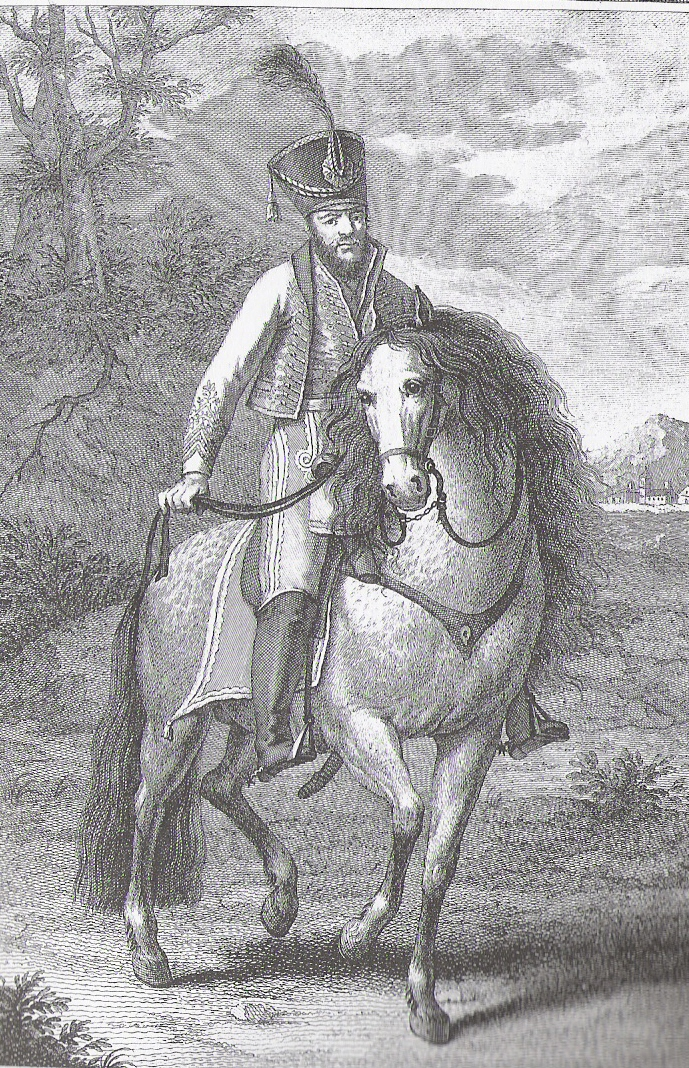
Gravat militar de l'època representant a Francisco Chaleco com a Brigadier.

Com a conseqüència d'aquestes tàctiques, el domini francès no passa de les ciutats, quedant el camp sota el control de les partides guerrilleres de líders com Francisco Chaleco, Vicente Moreno Baptista, Espoz i Mina, Jerónimo Merino, Julián Sánchez, el Charro, Gaspar de Jáuregui o Juan Martín el Empecinado. El mateix Napoleó reconeix aquesta inestabilitat quan, en contra dels desitjos del seu germà, teòric rei d'Espanya, posa sota govern militar (francès) els territoris a partir del marge esquerre de l'Ebre, en una sort de nova marca hispànica.
La guerra a Espanya tindrà importants repercussions en l'esforç de guerra de Napoleó. Un aparent passeig militar s'havia transformat en un entrebanc que absorbia uns contingents elevats, preciosos per a la seva campanya contra Rússia. La situació era, en qualsevol cas, tan inestable que qualsevol retirada de tropes podia conduir al desastre, com efectivament va ocórrer al juliol de 1812. En aquesta data, Wellington, al capdavant d'un exèrcit angloportuguès i operant des de Portugal, va derrotar els francesos primer a Ciudad Rodrigo i després als Arapiles, expulsant-los de l'oest i amenaçant Madrid: José Bonaparte es va retirar a València. Si bé els francesos van contraatacar i el rei va poder entrar de nou a Madrid al novembre, una nova retirada de tropes per part de Napoleó després de la seva catastròfica campanya de Rússia al començament de 1813 va permetre a les tropes aliades expulsar ja definitivament a José Bonaparte de Madrid i derrotar els francesos a Vitòria i San Marcial. Al mateix temps Napoleó es va afanyar a defensar la seva frontera fins a poder negociar amb Ferran VII una sortida. A canvi de la seva neutralitat en el que quedava de guerra, aquell va recuperar la seva corona (començaments de 1814) i va pactar la pau amb França, permetent així a l'emperador protegir el seu flanc sud. Ni els desigs dels espanyols, veritables protagonistes de l'alliberament, ni els interessos dels afrancesats que havien seguit a l'exili al rei Josep, van ser tinguts en compte.

## Conseqüències
La signatura del tractat de Valençay pel qual es restituïa en el tron a Ferran VII, el Desitjat, com a monarca absolut, va ser el començament d'un temps de desil·lusions per tots aquells que, com els diputats reunits a les Corts de Cadis, havien cregut que la lluita contra els francesos era el començament de la Revolució espanyola i també l'inici de la Guerra d'Independència Hispanoamericana.
D'altra banda, les conseqüències materials de la guerra van ser desastroses per a Espanya. A la gran quantitat de morts i la destrucció de pobles i ciutats es van unir la rampinya de molts francesos i també dels anglesos, la deslleialtat dels quals pot veure's exemplificada en el bombardeig, ordenat per Wellington, de la indústria tèxtil de Béjar, que era competidora de l'anglesa, o en la destrucció de la Reial Fàbrica de Porcellana del Buen Retiro a Madrid, quan ja els francesos havien evacuat la ciutat.
Va ser una guerra llarga i destructora: França va perdre uns 200.000 homes i Espanya entre 300.000 i 500.000. A més, la guerra va resultar molt costosa. Els exèrcits contendents i les guerrilles es van aprovisionar sobre el terreny mitjançant requises. La devastació i els robatoris van delmar la producció agrària, mentre que els camperols no es van animar a conrear per la incertesa. Les collites de 1811 i 1812 van ser dolentes i escasses. La falta de subsistència va estendre la gana i va provocar una intensa crisi de mortaldat el 1812. No només va caure la producció agrícola, va haver-hi indústries que gairebé van desaparèixer com la tèxtil llanera de Castella, ja que els ramats d'ovelles merines van servir per alimentar les tropes. El transport de mercaderies es va paralitzar, perquè els bous, muls, cavalls i altres animals de tir van ser confiscats pels militars. Finalment, la guerra va generar un fort dèficit en les finances públiques: el 1815 el deute estatal superava els 12.000 milions de rals, xifra vint vegades superior als ingressos anuals ordinaris.

## Departaments de Catalunya
Per decret de Napoleó de 26 de gener de 1812 fins al final de la guerra el maig de 1814, Catalunya va quedar incorporada a l'Imperi francès. Es va dividir el territori en quatre departaments a la francesa:
- Departament del Ter, capital Girona.
- Departament del Segre, capital Puigcerdà. Inclòs el Principat d'Andorra i exclosa la Vall d'Aran, incorporada al departament de l'Alta Garona.
- Departament de Montserrat, capital Barcelona.
- Departament de les Boques de l'Ebre, capital Lleida. Inclosos els municipis de Fraga i Mequinensa.